# Neodactria caliginosellus
Neodactria caliginosellus là một loài bướm đêm trong họ Crambidae.